# Bromizowal
Bromizowal (łac. Bromisovalum) – organiczny związek chemiczny, ureid kwasu α-bromoizowalerianowego. Wprowadzony do lecznictwa w 1906 roku przez firmę Knoll pod nazwą handlową Bromural. Działanie farmakologiczne związku jest zależne od dawki – silnie uspokajające (dawki 0,2–0,3 g) lub nasenne (dawki 0,6–0,9 g). W działaniu podobny do karbromalu. Bromural odegrał bardzo dużą rolę w lecznictwie. Był jednym z najczęściej stosowanych środków sedatywno-hipnotycznych do czasu wprowadzenia benzodiazepin i innych nowszych leków. Obecnie jego znaczenie lecznicze ze względu na znaczną toksyczność jest bardzo niewielkie. Podobnie jak karbromal, jako środek uspokajający stosowany jest rzadko, jako środek nasenny praktycznie już nieużywany. Ponadto bromural był składową wielu złożonych środków przeciwbólowych.

## Preparaty

### Polska
Dawniej bromural był w Polsce dostępny w postaci tabletek 0,3 g oraz substancji do receptury aptecznej – wytwórcą były ówczesne Starogardzkie Zakłady Farmaceutyczne Polfa. Wchodził także w skład wielu preparatów złożonych, np. Brominal tabl. (bromural 0,3 g + teobromina 0,3 g + fenobarbital 0,015 g), Bromidon tabl. (bromural 0,25 g + fenacetyna 0,3 g + kofeina 0,025 g + fenobarbital 0,015 g).
- Milocardin krople doustne 15 g (preparat złożony – 100 g zawiera: bromural 2 g, sól sodową fenobarbitalu 2 g, olejek mięty pieprzowej 0,14 g, olejek chmielowy 0,02 g oraz etanol 96% 48 g). Produkowany przez ZF Polpharma od 1973 roku.

### Dostępne na świecie
- Bromisovalum 10 g – subst. do receptury aptecznej / Tamda A.S. Olomouc – Czechy